# 箕州
箕州，中国唐朝时设置的州。
武德八年（625年）改辽州置，治所在辽山县（即今山西省左权县）。辖境相当今山西省和顺、榆社、左权等县地。下辖辽山县、和顺县、平城县、榆社县。先天元年（712年）改为儀州。
唐朝箕州刺史
- 李恽（674年）
- 魏叔瑜（唐高宗、武后时）
- 刘延祐（武周初年）
- 杨魏成（武周初年）
- 刘思礼（武周时—696年）
- 韦知艺（唐中宗时）